# Kerkgebouw Gereformeerde Gemeenten (Oostburg)

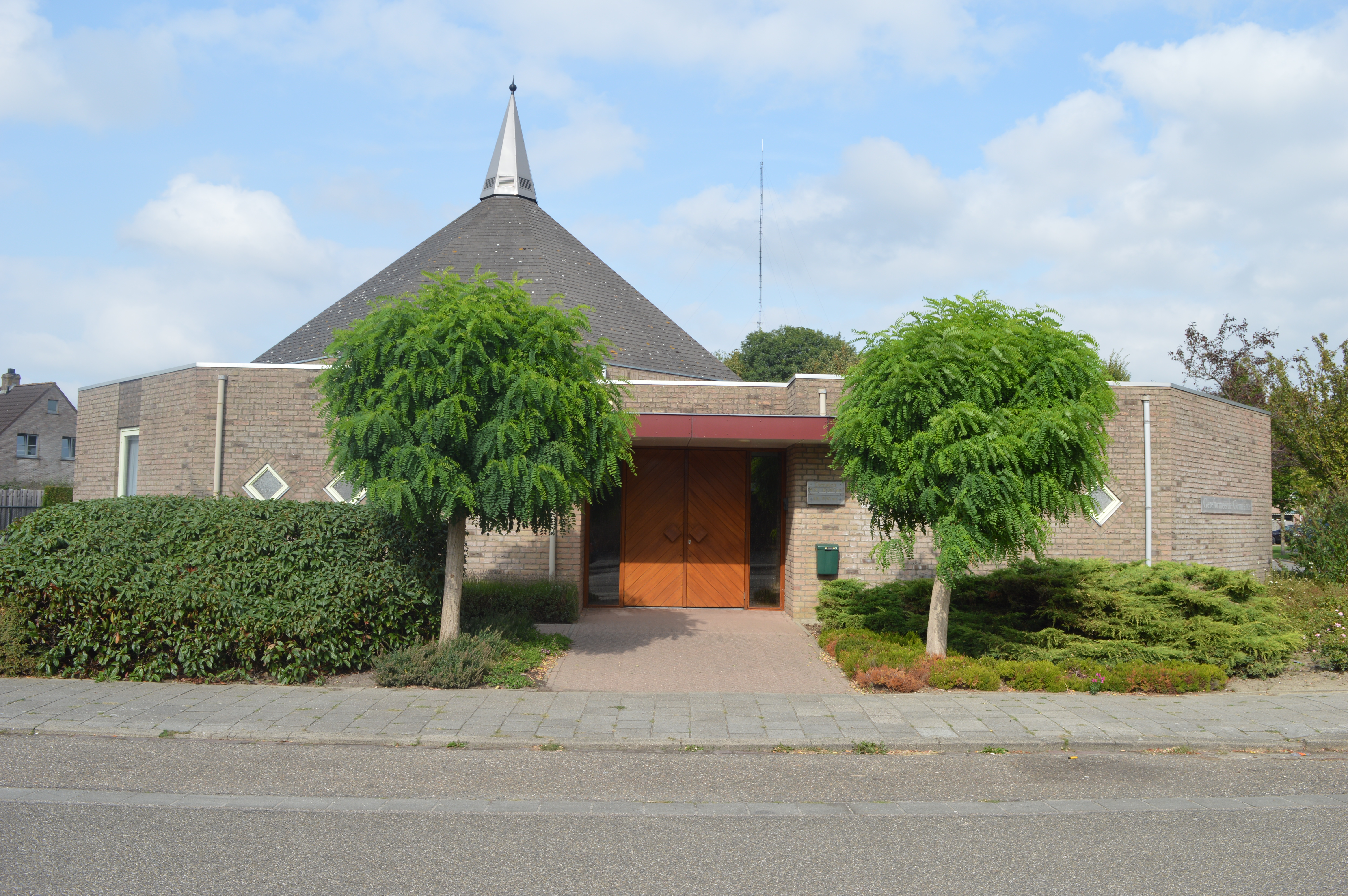

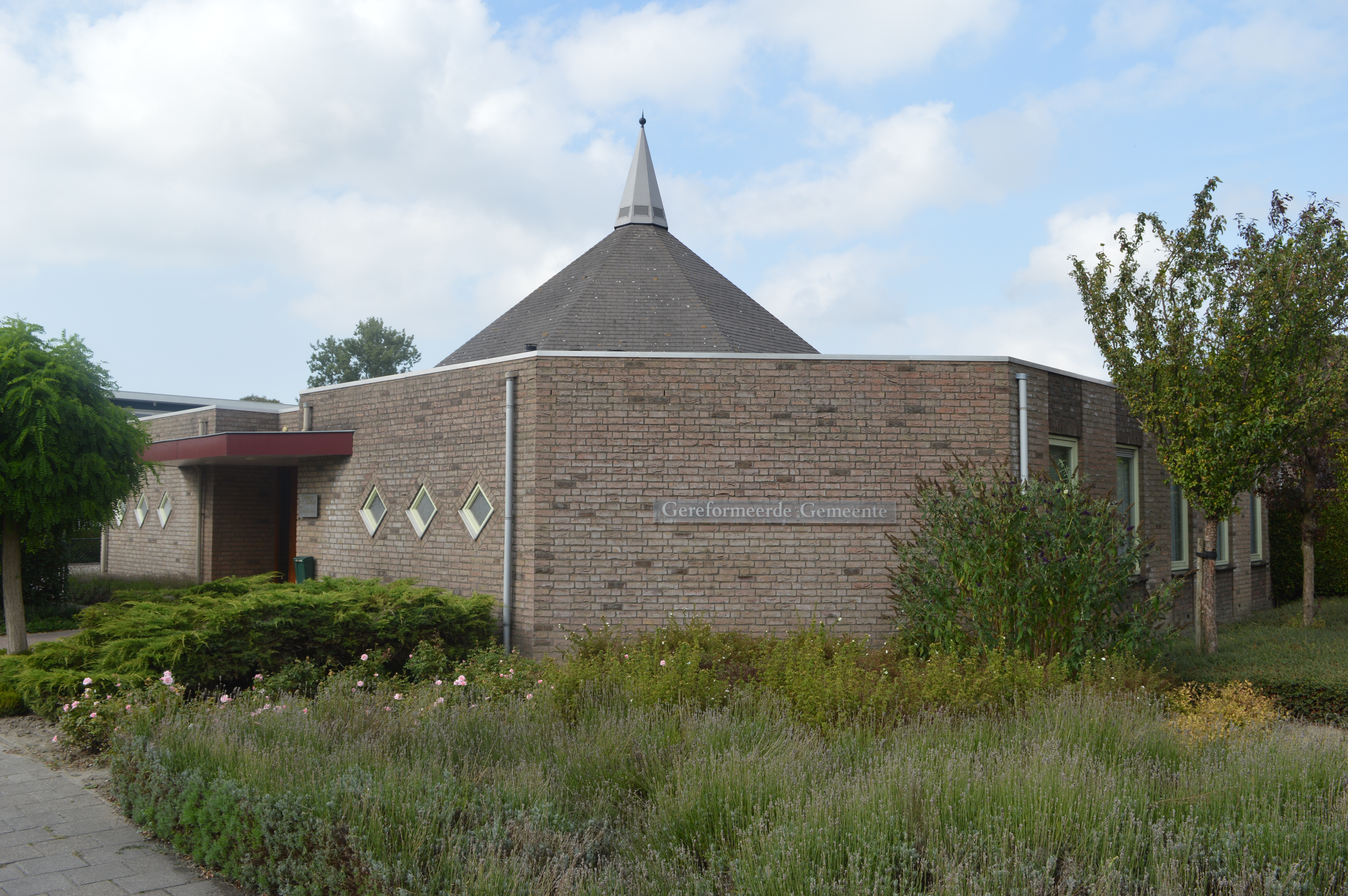

De kerk van de Gereformeerde Gemeenten is een kerkgebouw in Oostburg, in de Nederlandse gemeente Sluis, gebouwd in 1994.

## Geschiedenis
De kerk is in mei 1994 in gebruik genomen en staat op Melkweg 3, op de hoek met de Grote Beer. De gemeente ontstond in 1982 na een scheuring in de Oostburgse Gereformeerde Gemeente in Nederland, waarbij een zeventigtal lidmaten het kerkgenootschap verlieten en toetraden tot de Gereformeerde Gemeenten. Totdat de huidige kerk werd betrokken hielden zij hun diensten in de Gereformeerde kerk.

## Gebouw
Het bakstenen gebouw is vierkant met afgeschuinde hoeken en werd ontworpen door architectenbureau Lockefeer & Verhulst. Vanwege de zachte bodem is de fundering onderheid. De bouw heeft 700.000 à 800.000 gulden gekost, waarbij bestrating, staalconstructie, schilderwerk en afwerking door gemeenteleden uitgevoerd zijn.
De kerkzaal met 135 zitplaatsen ligt in de noordelijke hoek onder een achthoekig tentdak met spits, de rest van het dak is plat.
In juli 2016 is een nieuw orgel, een Johannus Ecclesia T-250, in gebruik genomen.